# إدوارد كونلون
إدوارد كونلون (بالإنجليزية: Edward Conlon)‏ هو ضابط شرطة أمريكي، ولد في 1965 في ذا برونكس في الولايات المتحدة.